# Rolf Zundel (Forstwissenschaftler)
Rolf Zundel (* 20. März 1929 in Brackenheim; † 17. Oktober 2019 in Göttingen) war ein deutscher Forstwissenschaftler. Er verfasste Sachbücher unter anderem zur Forstpolitik, Forstgeschichte und zum Natur- und Landschaftsschutz. Seit 1975 war er Professor und Institutsleiter an der Georg-August-Universität Göttingen.

## Leben
Rolf Zundel kam zur Zeit der Weimarer Republik als Sohn von Adolf Zundel und Lina Zundel, geborene Böttinger, in Brackenheim (Württemberg) zur Welt.
An der Universität Freiburg erlangte er 1952 sein Diplom als Forstwirt und arbeitete ab demselben Jahr zunächst als Forstdirektor in Baden-Württemberg. Am 8. März 1958 heiratete er Ursula Sachsenheimer, mit der er später die drei Söhne Jörg, Frank-Peter und Axel aufzog. Unterdessen erlangte Zundel in Freiburg 1959 zunächst den akademischen Grad als Doktor der Naturwissenschaften und leitete ab 1962 bis 1974 die Abteilung Landschaftspflege und Wasserhaushaltstechnik der Forstlichen Versuchs- und Forschungsanstalt Baden-Württemberg in Freiburg. 1971 erlangte er – ebenfalls in Freiburg – den Titel als Doctor habilitatus.
1975 wurde Rolf Zundel an die Universität in Göttingen berufen, wo er bis zu seiner Emeritierung 1994 das Institut für Forstpolitik, Holzmarktlehre, Forstgeschichte und Naturschutz leitete. Im selben Jahr wurde er mit dem Bundesverdienstkreuz am Bande ausgezeichnet.
Zu den zahlreichen Publikationen Zundels, auch in Fachzeitschriften, zählen seine 1990 erschienene Einführung in die Forstwissenschaft sowie die gemeinsam mit Ekkehard Schwartz 1996 herausgekommene Darstellung 50 Jahre Forstpolitik in Deutschland. (1945 bis 1994).
Neben seinen publizistischen Aktivitäten pflegte Rolf Zundel „[...] auch internationale Kontakte nach China, Ungarn, Türkei oder Mexiko, wo er als Gastprofessor tätig war.“ Häufig war er auch „draußen“ in der Landschaft zu sehen, wo er unter anderem zahlreiche Bäume pflanzte. Er war ehrenamtlich in der Kommission Reinhaltung der Luft tätig.

## Schriften
- Die Begrünung der Kalihalde in Reyershausen. In: Flecken Bovenden (Hrsg.): Plesse-Archiv. Heft 18, Goltze, Göttingen, S. 189–204.
- mit K. F. Wentzel (Hrsg.): Hilfe für den Wald. Ursachen, Schadbilder, Hilfsprogramme. Was jeder wissen muss, um unser wichtigstes Öko-System zu retten. Falken-Verlag, Niedernhausen/Ts. 1984, ISBN 3-8068-4164-0.
- Naturschutz und Landschaftspflege (= Der Forstbetriebsdienst. Band 3). BLV-Verlags-Gesellschaft, München/Wien/Zürich 1987, ISBN 3-405-13407-2.
- Einführung in die Forstwissenschaft (= UTB. Uni-Taschenbücher. Ausgabe 1557). Ulmer, Stuttgart 1990, ISBN 3-8001-2612-5.
- mit Andree Halpap: Einfluss der Europäischen Gemeinschaften auf die Forst- und Holzwirtschaft der Bundesrepublik Deutschland (= Schriftenreihe des Bundesministeriums für Ernährung, Landwirtschaft und Forsten. Reihe A: Angewandte Wissenschaft. Heft 419). Landwirtschaftsverlag, Münster 1993, ISBN 3-7843-0419-4.
- mit Günter Scholl: Brachland als Lebensraum (= AID-Infodienst: AID. Ausgabe 1091). AID, Bonn 1993.
- Bäume im ländlichen Siedlungsbereich (= AID-Infodienst: AID. Ausgabe 1214). AID, Bonn 1994.
- mit Ekkehard Schwartz: 50 Jahre Forstpolitik in Deutschland. (1945 bis 1994) (= Berichte über Landwirtschaft. Sonderheft, Neue Folge 211). Landwirtschaftsverlag, Münster-Hiltrup 1996, ISBN 3-7843-2771-0.
- Bäume und Sträucher in Dorf und Hof (= AID-Infodienst: AID. Ausgabe 3346). 2., überarbeitete Auflage. AID-Vertrieb DVG, Meckenheim 1999, ISBN 3-89661-890-3.
- Waldränder gestalten und pflegen (= AID-Infodienst: AID. Ausgabe 1010). 5., überarbeitete Auflage. AID, Bonn 1999, ISBN 3-89661-295-6.
- Untersuchungen zur Gehölzentwicklung auf verschiedenen Substraten von Rückstandshalden der Kaliindustrie bei Bleicherode / Thüringen (Rolf Zundel, Roland Siegert) Ökologie und Umweltsicherung 19/2000 ISSN 0943-7223 Universität Kassel (S. 29–51)
- mit Erwin Welte: Binnengewässer in Not. Zur fischereilichen Gewässerrenaturierung und landschaftsökologischen Gestaltung des Kiesabbaugebietes in der Okertalaue Goslar-Vienenburg unter dem Einfluß schwermetallhaltiger Abwässer. Eine 20-jährige Zeitstudie zur gewässer- und landschaftsökologischen Forschung. Goltze, Göttingen 2000, ISBN 3-88452-629-4.
- Waldvermehrung – wo und wie? (= AID-Infodienst: AID. Ausgabe 1394). AID, Bonn 2000, ISBN 3-89661-726-5.
- Richtig verhalten in Feld und Wald (= AID-Infodienst: AID. Ausgabe 1336). 5., unveränderte Auflage. AID, Bonn 2001, ISBN 3-89661-491-6.
- Landschaftspflege tut Not – Beiträge zur Landschaftsgestaltung und Waldpflege 1962–2002. Kessel, Remagen-Oberwinter 2004, ISBN 3-935638-54-X.